# 威廉斯堡縣 (南卡羅萊納州)
威廉斯堡县（英語：Williamsburg County）是美國南卡羅萊納州東部的一個縣。面積2,427平方公里。根據美國2000年人口普查，共有人口37,217人。縣治京斯特里 (Kingstree)。
成立於1802年。縣名紀念英王喬治二世的兒子、坎伯蘭公爵威廉·奧古斯都 (Prince William Augustus, Duke of Cumberland)。